# Сражение Бейтса
Сражение Бейтса (англ. Bates Battle), также известное как Сражение при Янгс-Пойнт (англ. Battle of Young's Point), Сражение при Снейк-Маунтин (англ. Battle of Snake Mountain) и Новудское сражение (англ. Nowood Battle),  — сражение между северными арапахо и армией США, произошедшее 4 июля 1874 года на территории современного округа Хот-Спрингс.

## История
Летом 1874 года лакота, северные шайенны и северные арапахо организовали экспедицию против своих традиционных врагов восточных шошонов. После пересечения гор Бигхорн между воинами возникли разногласия относительно цели их похода. Одни индейцы хотели сражаться с шошонами, а другие — захватить побольше лошадей. Из-за споров северные арапахо не стали продолжать поход и разместили свой лагерь в горах. Разведчики восточных шошонов обнаружили местонахождение арапахо и сообщили американским офицерам в Кэмп-Брауне.
Капитан Альфред Бейтс возглавил отряд из 60 солдат 2-го кавалерийского полка и 20 индейских скаутов, и вечером 1 июля 1874 года выступил на поиски лагеря. По пути к нему присоединились 167 воинов-шошонов. Северные арапахо к тому времени переместили свой лагерь и Бейтс смог отыскать их только спустя 3 дня. На рассвете 4 июля кавалеристы и шошоны атаковали стойбище северных арапахо из 112 типи. Из-за того, что шошоны начали петь песни перед боем, внезапность атаки была потеряна. Арапахо отступили на близлежащую возвышенность и открыли сильный огонь по отряду Бейтса. Кавалеристы и шошоны были вынуждены покинуть поле боя, не подобрав своих убитых и раненых.
Потери Бейтса составили 2 убитыми и 4 ранеными, у шошонов два воина были убиты и трое ранены. Северные арапахо понесли более значительные потери — 25 убитых и около 20 раненых, большинство из которых составляли женщины и дети. 
В 1974 году поле боя было внесено в Национальный реестр исторических мест США.